# Biston abruptaria
Biston abruptaria är en fjärilsart som beskrevs av Francis Walker 1869. Biston abruptaria ingår i släktet Biston och familjen mätare, Geometridae. Fyra underarter finns listade i Catalogue of Life, Biston abruptaria abruptaria (Walker, 1869), Biston abruptaria austroccidentalis Karisch, 2005, Biston abruptaria maculatissimus Grünberg, 1910 och
Biston abruptaria stringeri (Prout, 1938).